# Fornelos (Salvatierra de Miño)
Fornelos (también llamada San Juan de Fornelos y oficialmente, San Xoán de Fornelos ) es una parroquia del municipio de Salvatierra de Miño, en la provincia de Pontevedra, España.

## Entidades de población
Entidades de población que forman parte de la parroquia (entre paréntesis está el nombre oficial y en gallego siempre que difiera del español):
- Abelán (O Abelán).
- O Bulleiro. No aparece en el INE, pero sí en el Noménclator.
- O Carrascal. No aparece en el INE, pero sí en el Noménclator.
- O Casco. No aparece en el INE, pero sí en el Noménclator.
- Cima de Vila. No aparece en el INE, pero sí en el Noménclator.
- A Cruz
- As Fraguiñas
- Enxembre
- Fraga (A Fraga).
- As Fraguiñas. No aparece en el INE, pero sí en el Noménclator.
- Goiende
- A Loña. No aparece en el INE, pero sí en el Noménclator.
- A Mámoa. No aparece en el INE, pero sí en el Noménclator.
- Martín
- Oural
- Pedrapiñeira (A Pedra Piñeira)
- Rañe
- Rebaído (O Rebaído)
- Sa (Saa)
- A Seariña. No aparece en el INE, pero sí en el Noménclator.
- A Xesteira. No aparece en el INE, pero sí en el Noménclator.

## Demografía
| Gráfica de evolución demográfica de Fornelos entre 2000 y 2018 |
|                                                                |
| Población de derecho según el padrón municipal del INE         |